# IF Eyra
IF Eyra var en idrottsförening från Örebro i Närke bildad 1930. Gymnastik och bandy ingick i verksamheten från start och 1931 tog man även upp fotboll på programmet. Ishockey kom med 1942 och man nådde viss framgång med deltagande i Division II säsongerna 1944/1945, 1946/1947, 1952/1953 och 1962/1963. Sommaren 1963 togs ett snabbt beslut att lägga ner hockeyn och verksamheten togs över av Örebro SK. Säsongen därpå var man trots allt tillbaka med ett lag i division V. Något återtåg till de högre divisionerna blev det aldrig och 1972 slogs ishockeyn samman med IK Sturehov till IK Sturehov/Eyra, som ett par år senare ändrades till IK SE.
Fotbollen slogs samman med Rosta IF år 2000 under det nya namnet IF Eyra/Rosta som man behöll till 2007 då man återtog IF Eyra. Åren 2008-2011 hade man gemensamt fotbollslag med BK Forward under namnet BK Forward/IF Eyra.